# Tony Hall
Anthony William "Tony" Hall (Birkenhead, 3 de março de 1951) é o atual diretor-geral da rede britânica BBC. Antes de assumir o posto máximo da emissora, Hall foi executivo-chefe da Royal Opera House de Londres, e trabalhou como diretor de jornalismo da BBC na década de 1990.